# Donut burger
Il donut burger, doughnut burger o Luther burger è un sandwich statunitense composto da un hamburger e altri ingredienti racchiusi tra due doughnut glassati.

## Storia
Il Luther burger prende il nome dal cantante e produttore Luther Vandross, a cui viene anche accreditata l'invenzione del piatto. Il Daily Telegraph riportò invece che fu il Mulligan's di Decatur, in Georgia, a servire per primo il panino quando il proprietario del locale, che stava per esaurire le scorte di pane, decise di preparare hamburger servendosi di ciambelle dolci.
Il donut burger viene cucinato oggi in tutti gli Stati Uniti e, più sporadicamente, dalle catene di fast food all'estero.

## Descrizione
Trattasi di un hamburger o cheeseburger che si prepara usando dei doughnut glassati (solitamente del marchio Krispy Kreme) al posto del più tipico pane al latte. Gli altri ingredienti del donut burger comprendono la pancetta, il formaggio, verdure e altri condimenti a piacere tra cui cipolle, uova e bacon al cioccolato. La quantità di calorie contenuta in un donut burger si aggira tra le 800 e le 1.500 calorie.

## Accoglienza
Il donut burger è stato oggetto di giudizi controversi. L'alimento viene venduto al pubblico durante le fiere statali degli USA; in occasione della Wisconsin State Fair del 2010, i ricavi delle vendite di panini con ciambelle si aggirarono intorno ai 5 milioni di dollari. Secondo Tony Funterburg, general manager della squadra di baseball dei Gateway Grizzlies, l'hamburger sarebbe diventato una delle cose più popolari dello stadio della federazione sportiva a Sauget. Nonostante ciò, il donut burger è stato criticato dai puristi degli hamburger e a causa del suo livello energetico, da molti giudicato eccessivo.